# Ernest Haley
Ernest William Haley (ur. 3 stycznia 1885 w Kensington, zm. 20 lutego 1975 w Dulwich) – brytyjski lekkoatleta specjalizujący się w biegach sprinterskich i płotkarskich, olimpijczyk.
Po zwycięstwie w biegu na 100 jardów podczas Mistrzostw Uniwersytetu Londyńskiego w 1907 roku, Haley stał się jednym z czołowych brytyjskich sprinterów. Był wielokrotnym medalistą amatorskich mistrzostw kraju (AAA): w 1909 roku zdobył brązowy medal na 220 jardów, w 1910 roku srebro na 220 jardów i w 1913 roku brąz na 440 jardów. W 1911 roku zdobył także brąz w biegu na 220 jardów podczas Festiwalu Imperium, który był pierwowzorem późniejszych igrzysk Wspólnoty Narodów.
Podczas V Letnich Igrzysk Olimpijskich, rozgrywanych w Sztokholmie w 1912 roku, Haley wziął udział w dwóch konkurencjach lekkoatletycznych. W biegu na 200 metrów Brytyjczyk biegł w jedenastym biegu eliminacyjnym. Zajął w nim, z nieznanym czasem, miejsc 3-5 i odpadł z dalszej rywalizacji. W biegu na 400 metrów Haley biegł w drugim biegu eliminacyjnym, który z czasem 1:06,6 wygrał i awansował do półfinałów. Biegu półfinałowego nie ukończył.
W latach 1914–1918 Haley służył w stopniu sierżanta jako wojskowy instruktor sportowy. Po wojnie był jednym z założycieli English School Athletics Association. Podczas I Igrzysk Imperium Brytyjskiego w 1930 roku reprezentował Anglię w turnieju bowlerów.

## Rekordy życiowe
- Bieg na 100 jardów - 10,2 (1909/1911)
- Bieg na 100 metrów - 11,2 (1911)
- Bieg na 200 metrów - 22,3 (1912)
- Bieg na 440 jardów - 49,8 (1913)
- Bieg na 440 jardów przez płotki - 1:01,0 (1914)